# Jay Chapman
Pour les articles homonymes, voir Chapman.
Jay Chapman, né le 1er janvier 1994 à Brampton en Ontario, est un joueur international canadien de soccer, qui évolue au poste de milieu central à Detroit City en USL Championship.

## Biographie

### Parcours en club

#### Débuts
Entre 2012 et 2014, il joue en NCAA avec l'équipe de son université, les Spartans de Michigan State,,. Il passe également deux saisons en PDL, jouant pour le K-W United en 2013 et 2014.

#### Passage au professionnalisme avec Toronto
Il signe avec le Toronto FC son premier contrat en tant que Homegrown Player le 15 janvier 2015. Le 7 mai, il fait ses débuts en première équipe lors du championnat canadien, lors de la finale aller face au Impact de Montréal. Lors de ce match, il entre à la 74e minute de la rencontre, à la place de Daniel Lovitz (défaite 1-0). Puis, le  30 mai, il fait ses débuts en MLS face aux Earthquakes de San José, lors d'une victoire 3-1. Lors de ce match, il entre à la 84e minute de la rencontre, à la place de Luke Moore,.

#### Deux saisons à l'Inter Miami
Le 13 novembre 2019, après un Supporters' Shield et trois succès en championnat canadien, il est échangé à la franchise d'expansion de l'Inter Miami, contre 100 000 dollars en allocation générale,. Le 15 novembre 2021, l'option de son contrat n'est pas levée et il quitte donc l'Inter Miami. 

#### Parenthèse en Écosse
Le 12 janvier 2022, il rejoint le Dundee FC, formation de première division écossaise,,. Le 1er février, il fait ses débuts en Scottish Premiership lors du derby de Dundee contre Dundee United, en rentrant à la place de Danny Mullen (en) à la 88e minute de jeu, lors d'un match nul et vierge.
Son passage en Écosse est difficile, Jay Chapman ne jouant que deux bouts de rencontres jusqu'au terme de la saison 2021-2022. Il retourne alors en Amérique du Nord pendant l'été mais des complications liées au visa semblent l'empêcher de revenir pour la saison 2022-2023. Le 3 octobre 2022, le Dundee FC confirme officiellement le départ du joueur canadien sans donner de détail.

#### Nouvelle expérience en USL Championship
Il retrouve finalement un club le 14 janvier 2023 quand il s'engage aux Switchbacks de Colorado Springs, formation de USL Championship.

### Parcours en sélection
En février 2011, Jay Chapman participe au Championnat de la CONCACAF des moins de 17 ans. Lors de ce tournoi, il dispute deux rencontres. Puis, en juin 2011 il participe à la coupe du monde des moins de 17 ans qui se déroule au Mexique avec l'équipe du Canada des moins de 17 ans. Lors du mondial, il dispute une seule rencontre face au Rwanda.
Le 10 janvier 2017, il est convoqué pour la première fois en équipe du Canada par le sélectionneur par intérim Michael Findlay (en), pour un match amical contre les Bermudes,,. Il connait sa première sélection le 22 janvier, lors d'un match amical face aux Bermudes, remplaçant à la mi-temps Will Johnson. Durant cette rencontre il inscrit son premier but en sélection. Le match se solde par une victoire 4-2 des Canadiens,.
En janvier 2020, il est de nouveau convoqué en équipe du Canada par le sélectionneur national John Herdman, pour des matchs amicaux contre la Barbade et l'Islande. Le 7 janvier, il honore sa troisième sélection contre la Barbade. Lors de ce match, il délivre deux passes décisives. Le match se solde par une victoire 4-1 des Canadiens,.

## Statistiques

### Statistiques en club
| Saison                | Club                            | Championnat           | Championnat | Championnat | Championnat | Coupe(s) nationale(s) | Coupe(s) nationale(s) | Coupe(s) nationale(s) | Compétition(s) continentale(s) | Compétition(s) continentale(s) | Compétition(s) continentale(s) | Compétition(s) continentale(s) | Séries | Séries | Séries | Canada | Canada | Canada | Total | Total | Total |
| Saison                | Club                            | Division              | M.          | B.          | P.d.        | M.                    | B.                    | P.d.                  | Comp.                          | M.                             | B.                             | P.d.                           | M.     | B.     | P.d.   | M.     | B.     | P.d.   | M.    | B.    | P.d.  |
| 2015                  | Toronto FC                      | MLS                   | 10          | 0           | 0           | 1                     | 0                     | 0                     | -                              | -                              | -                              | -                              | 0      | 0      | 0      | -      | -      | -      | 11    | 0     | 0     |
| 2016                  | Toronto FC                      | MLS                   | 18          | 0           | 2           | 1                     | 0                     | 0                     | -                              | -                              | -                              | -                              | 0      | 0      | 0      | -      | -      | -      | 19    | 0     | 2     |
| 2017                  | Toronto FC                      | MLS                   | 12          | 1           | 0           | 1                     | 0                     | 0                     | -                              | -                              | -                              | -                              | 0      | 0      | 0      | 2      | 1      | 0      | 15    | 2     | 0     |
| 2018                  | Toronto FC                      | MLS                   | 22          | 3           | 2           | 3                     | 0                     | 0                     | LCC+CC                         | 1+1                            | 0                              | 0                              | -      | -      | -      | -      | -      | -      | 27    | 3     | 2     |
| 2019                  | Toronto FC                      | MLS                   | 17          | 2           | 2           | 0                     | 0                     | 0                     | LCC                            | 1                              | 0                              | 0                              | 0      | 0      | 0      | -      | -      | -      | 18    | 2     | 2     |
| Sous-total            | Sous-total                      | Sous-total            | 79          | 6           | 6           | 6                     | 0                     | 0                     | -                              | 3                              | 0                              | 0                              | 0      | 0      | 0      | 2      | 1      | 0      | 90    | 7     | 6     |
| 2020                  | Inter Miami                     | MLS                   | 8           | 0           | 0           | -                     | -                     | -                     | -                              | -                              | -                              | -                              | -      | -      | -      | 1      | 0      | 2      | 9     | 0     | 2     |
| 2021                  | Inter Miami                     | MLS                   | 25          | 0           | 1           | -                     | -                     | -                     | -                              | -                              | -                              | -                              | -      | -      | -      | -      | -      | -      | 25    | 0     | 1     |
| Sous-total            | Sous-total                      | Sous-total            | 33          | 0           | 1           | -                     | -                     | -                     | -                              | -                              | -                              | -                              | -      | -      | -      | 1      | 0      | 2      | 34    | 0     | 3     |
| 2021-2022             | Dundee FC                       | Premiership           | 2           | 0           | 0           | 0                     | 0                     | 0                     | -                              | -                              | -                              | -                              | -      | -      | -      | -      | -      | -      | 2     | 0     | 0     |
| 2022-2023             | Dundee FC                       | Championship          | 0           | 0           | 0           | 0                     | 0                     | 0                     | -                              | -                              | -                              | -                              | -      | -      | -      | -      | -      | -      | 0     | 0     | 0     |
| Sous-total            | Sous-total                      | Sous-total            | 2           | 0           | 0           | 0                     | 0                     | 0                     | -                              | -                              | -                              | -                              | -      | -      | -      | -      | -      | -      | 2     | 0     | 0     |
| 2023                  | Switchbacks de Colorado Springs | USLC                  | 10          | 0           | 0           | 0                     | 0                     | 0                     | -                              | -                              | -                              | -                              | -      | -      | -      | -      | -      | -      | 10    | 0     | 0     |
| Total sur la carrière | Total sur la carrière           | Total sur la carrière | 124         | 6           | 7           | 6                     | 0                     | 0                     | -                              | 3                              | 0                              | 0                              | 0      | 0      | 0      | 3      | 1      | 2      | 136   | 7     | 9     |

## Palmarès
Toronto FC
- Vainqueur de la Coupe de la Major League Soccer en 2017
- Vainqueur du Championnat canadien en 2016, 2017 et 2018
- Vainqueur du MLS Supporters' Shield en 2017
- Finaliste de la Ligue des champions de la CONCACAF en 2018